# 北灘町櫛木
北灘町櫛木（きたなだちょうくしき）は、徳島県鳴門市の大字。郵便番号は771-0371。

## 地理
鳴門市の北部に位置。東は瀬戸町北泊・瀬戸町堂浦・瀬戸町明神に接し、西は北灘町粟田・大麻町板東に接し、北は瀬戸内海に面する。ほとんどが農業地域。瀬戸内海では漁業が行われる。
地区内には、国道11号・徳島県道183号亀浦港櫛木線・徳島県道228号大谷櫛木線が通り、それぞれの道路沿いに集落がある。また東・西・南の三方を山に囲まれ、櫛木川がほぼ北流する。櫛木川の流域には田畑の農地が広がり集落がある。

### 地形
- 山：天円山
- 川：櫛木川

### 小字
| - 井ノ尻 - 王山 - 岡谷 - 上代 | - 観音面 - 小森 - 竹下トドロキ - 中末 | - 中田 - 中山 - 西山 - 八谷 | - 浜田 - ハリ山 - 東山 - モモノキ |  |

## 歴史
江戸期から明治22年にかけては板東郡および板野郡の村であった。寛文4年より板野郡に属す。明治22年に同郡北灘村の大字となった。昭和31年9月より現在の鳴門市の字名となる。

## 世帯数と人口
2022年（令和4年）7月31日現在の世帯数と人口は以下の通りである。
| 町丁       | 世帯数  | 人口  |
| ---------- | ------- | ----- |
| 北灘町櫛木 | 237世帯 | 517人 |

## 小・中学校の学区
市立小・中学校に通う場合、学区は以下の通りとなる。
| 番地 | 小学校               | 中学校             |
| ---- | -------------------- | ------------------ |
| 全域 | 鳴門市立北灘東小学校 | 鳴門市立瀬戸中学校 |

## 施設
- 櫛木漁港
- 禅定寺
- 妙見神社
- 星越峠

## 交通

### 道路
国道
- 国道11号

都道府県道
- 徳島県道42号瀬戸撫養線
- 徳島県道183号亀浦港櫛木線
- 徳島県道228号大谷櫛木線